# Claudemir Vitor
Claudemir Vitor (Mogi Guaçu, Estat de São Paulo, 28 de setembre de 1972) és un futbolista brasiler, que ocupa la posició de defensa.

## Trajectòria
Vitor va iniciar la seua carrera al São Paulo FC, l'any 1990. El 1993 arribava al Reial Madrid, de la lliga espanyola, com una condició que tenia el club blanc per poder incorporar al defensa Cafú. Però, a les postres, Cafú no va fitxar pels blancs i Vitor no va quallar i tan sols va jugar tres partits de la temporada 93/94 abans de tornar al seu país.
De nou a Brasil, comença una època per equips de primer nivell, com ara el Cruzeiro o el Botafogo. Amb el CR Vasco da Gama va arribar a la final de la Copa Intercontinental de 1999, que van perdre, precisament, davant el Reial Madrid.
El 2002 marxa a Turquia, a les files del Kocaelispor, on tan sols hi roman uns mesos abans de tornar-se'n al Brasil, jugant, a partir d'ara, en equips menors.

## Clubs
- São Paulo FC 1990-1993
- Reial Madrid 1993-1994
- Cruzeiro EC 1994
- Corinthians 1995
- Cruzeiro EC 1996-1997
- Vasco da Gama 1998-1999
- Botafogo 2000-2001
- Kocaelispor 2002
- Internacional de Limeira 2002
- Osasco 2003
- Ceará SC 2003
- Mogi-Mirim 2004-2006
- Internacional de Limeira 2006

## Títols
- Campionat Paulista: 1991, 1992
- Brasileirao: 1991
- Copa Intercontinental: 1992
- Recopa: 1994
- Copa del Brasil: 1995, 1996
- Campionat Mineiro: 1996, 1997